# Almajalejo (Huércal-Overa)
Almajalejo es una localidad española del municipio almeriense de Huércal-Overa, en la comunidad autónoma de Andalucía.

## Historia
Hacia mediados del siglo XIX, la localidad, perteneciente ya por entonces al término municipal de Huércal-Overa, tenía una población de 384 habitantes. Aparece descrita en el segundo volumen del Diccionario geográfico-estadístico-histórico de España y sus posesiones de Ultramar de Pascual Madoz de la siguiente manera:

ALMAJALEJO ó ALMARJALEJO: ald. en la prov. de Almeria, part. y térm. jurisd. de Huercalovera (V.), con 30 casas que forman una calle larga, dos travesias y una pequeña plaza; una ermita, una fáb. de salitre, un horno de cocer pan, una venta y una fuente que riega algunos alrededores de la aldea: pobl.: 96 vec.: 384 hab.
(Madoz, 1845, p. 66)

En 2021 el núcleo de población contaba con 104 habitantes.